# Тяжёлая атлетика в Казахстане
Тяжёлая атлетика в Казахстане начала развиваться с 1935 года. 

## История тяжёлой атлетики Казахской ССР
Первый чемпионат республики состоялся в 1937 году. Начиная с 1954, штангисты Казахстана постоянно устанавливали мировые и всесоюзные рекорды, завоевывали высокие титулы на крупнейших соревнованиях. Степан Ульянов дважды (1958 и 1960) завоевывал титул чемпиона СССР, устанавливал мировые рекорды. А. Колодков, П. Ким, В. Дрекслер, А. Храпатый и С. Филимонов неоднократно устанавливали мировые и всесоюзные рекорды. Василий Мажейков (Алма-Ата) в 1975 году стал серебряным призёром чемпионата мира, Анатолий Храпатый — победитель Олимпийских игр (Сеул, 1988), неоднократный чемпионы мира, Европы, СССР, Спартакиады народов СССР, Юрий Зайцев стал победителем Олимпиады в Монреале (Канада, 1976), а Виктор Мазин победил на Московской Олимпиаде (1980). Сергей Копытов чемпион СССР и IX Спартакиады народов СССР (1986), а Евгений Сыпко — победитель IX Спартакиады народов СССР (1986), серебряный призёр чемпионата Европы (1987).

## История тяжёлой атлетики Республики Казахстан
После распада Советского Союза именно А. Храпатый принес уже независимому Казахстану первую медаль чемпионата мира по тяжёлой атлетике.
С. Филимонов стал серебряным призёром Олимпийских игр в Афинах. А спустя год состоялся успех 17-летнего Кызылординского Ильи Ильина, который на чемпионате мира в Дохе (Катар) сенсационно победил в весе до 85 кг. Ещё через год он, перейдя в категорию до 94 кг, стал двукратным чемпионом мира, а в 2008-м — олимпийским чемпионом Пекина (Китай). В 2009 году на чемпионате мира по в Гойанг-Сити (Южная Корея) — 4 золотых медалей и второе общекомандное место. Среди них 16-летняя Зульфия Чиншанло (попавшая в книгу рекордов Гиннесса как самая молодая чемпионка мира) и Светлана Подобедова, выигравшие «золото».
На Олимпиаде-2012 в Лондоне казахстанские тяжелоатлеты выиграли 4 золотые медали: Илья Ильин, Светлана Подобедова, Майя Манеза и Зульфия Чиншанло. Но затем все четверо были дисквалифицированы Международным Олимпийским комитетом за применение допинга .

## Федерация тяжёлой атлетики
Федерация тяжёлой атлетики РК была образована в 1992 году для развития в Казахстане этого вида спорта, входящего в программу летних Олимпийских игр. Федерация входит в Международную федерацию тяжёлой атлетики и Азиатскую федерацию тяжёлой атлетики.
Президент Федерации — Тусупбеков Жанат Рашидович.

## Президенты
1. Жанат Тусипбеков
2. Гаджи Гаджиев